# 逆散乱
逆散乱（ぎゃくさんらん、英: inverse scattering）とは、散乱の逆であり、散乱した波のデータをもとにポテンシャルを求めるもの。また、それを求める方法を逆散乱法という。
超音波、電磁波などの波動エネルギーを用いて、材料内部あるいは対象空間に存在する散乱体の位置・形状・散乱体の物理定数などを推定しようとする場合、散乱体により散乱された波動を計測して、この散乱波が有する情報から逆に散乱体の幾何学的諸量を推定することになる。
この問題は、物理現象の因果関係を逆方向に辿るという意味で逆散乱問題と呼ばれる。